# Суцзятунь
Суцзяту́нь (кит. упр. 苏家屯, пиньинь Sūjiātún) — район городского подчинения города субпровинциального значения Шэньян (КНР).

## История
Долгое время это была сельская местность. В район городского подчинения посёлок Суцзятунь был преобразован в 1953 году.

## Административное деление
Район Суцзятунь делится на 17 уличных комитетов.